# Peugeot 401
Der Peugeot 401 wurde von 1934 bis 1935 von der französischen Automobilmarke Peugeot gebaut. Der Wagen wurde in verschiedenen Karosserievarianten angeboten, etwa als zwei- oder viertürige Limousine, Coupé, Cabriolet und Roadster.
Der Peugeot 401 war serienmäßig mit einem 44 PS starken Reihenvierzylinder mit 1720 cm³ ausgestattet.
In der kurzen Produktionszeit bis zur Einführung seines Nachfolgers Peugeot 402 verließen etwa 13.550 Fahrzeuge das Werk.

## Eclipse

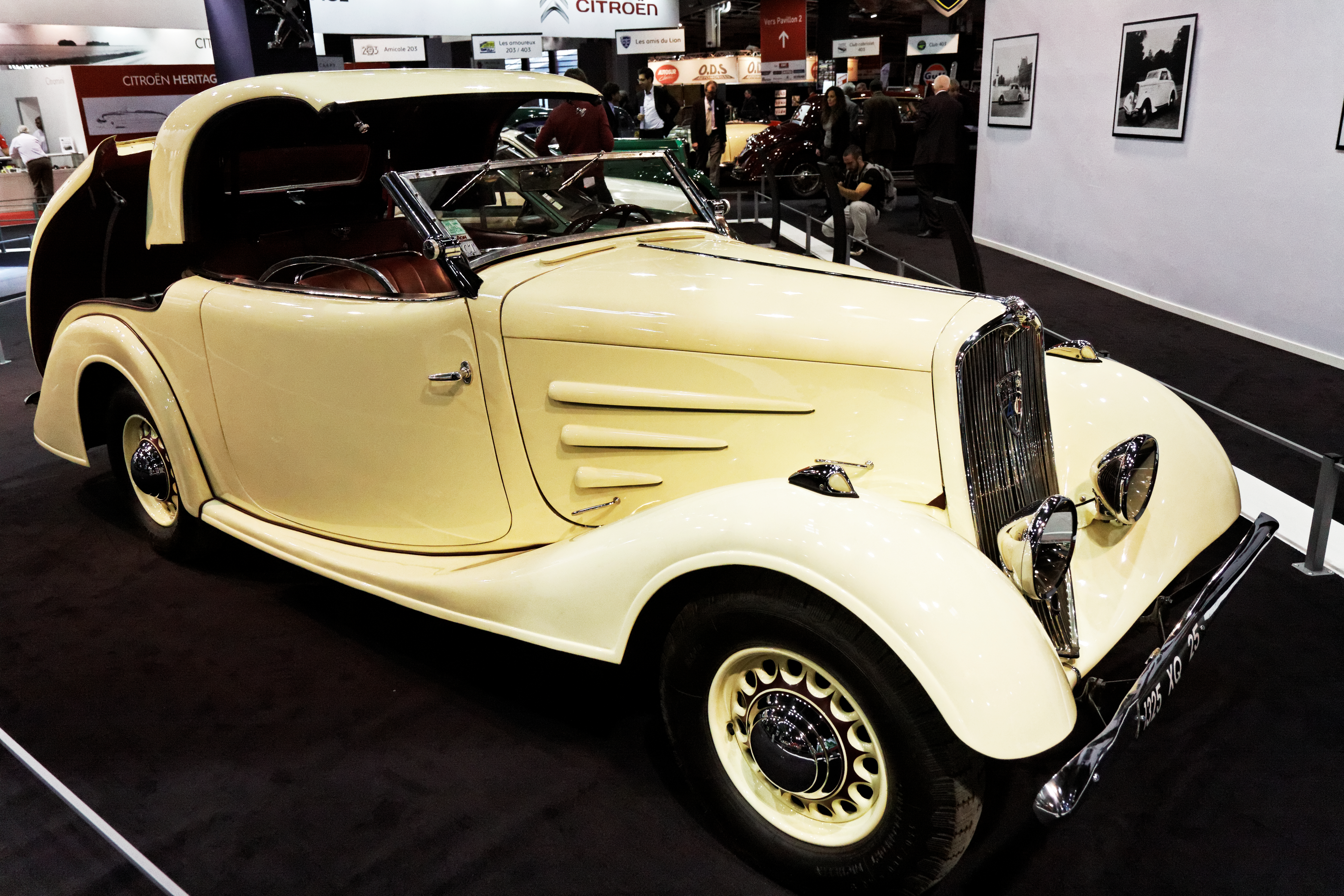
Peugeot 401 Eclipse

Das Modell Eclipse war die ab 1935 in 79 Exemplaren gebaute Cabrio-Variante des Peugeot 401. Es handelt sich dabei um das erste Auto mit einem vollversenkbaren Stahldach, das elektrisch angetrieben wurde. Heute sind noch mindestens drei erhaltene Exemplare bekannt.